# Institut Pasteur de Madagascar
L’Institut Pasteur de Madagascar (IPM) est un établissement scientifique privé malgache à but non lucratif et reconnu d’utilité publique du Réseau international des instituts Pasteur, placé sous le Haut patronage du gouvernement de la République malgache.
Créé en 1898, il est régi par la convention de 1961 qui lie l’Institut Pasteur à Paris et le ministère de la Santé de Madagascar.
Les travaux d'André Thiroux, alors chercheur à l'Institut Pasteur de Tananarive ont permis à Madagascar d'être le premier pays au monde à éradiquer la variole.

## Principales dates clés
- 17 mars 1898 : création de l’Institut vaccinogène et antirabique de Tananarive
- 23 mars 1900 : inauguration de l’Institut
- 15 janvier 1927 : convention désignant « Institut Pasteur de Madagascar »
- 1932 : mise au point du premier vaccin anti-pesteux efficace (vaccin E.V.)
- 17 mars 1961 : convention entre le Gouvernement de Madagascar et l’Institut Pasteur (Paris)

## Les directeurs de l’IPM depuis sa création[2]
- André Thiroux 1898 – 1903
- J. Neiret 1903 – 1906
- L. Massiou 1906 – 1907
- P. Salvat 1907 – 1919
- L. Boucher 1919 – 1922
- G. Girard 1922 – 1940
- J. Robic 1940 – 1953
- J. Courdurier 1953 – 1962
- E. R. Brygoo 1962 – 1974
- P. Coulanges 1975 – 1990
- J.F. Roux 1991 – 1999
- P. Mauclère 1999 – 2005
- A. Talarmin 2005 – 2009
- V. A. Ravaoalimalala 2009 – 2011
- C. Rogier 2011 -2015
- M. de Calan 2016
- A. Spiegel 2016 - 2021
- P. Dussart 2021 - ...